# ランダウ＝リフシッツ＝ギルバート方程式
ランダウ＝リフシッツ＝ギルバート方程式（ランダウ＝リフシッツ＝ギルバートほうていしき、英語: Landau–Lifshitz–Gilbert equation）は、磁場中での磁化ベクトルの歳差運動を記述する微分方程式である。式の名称は、1935年に磁化の動力学において歳差運動に減衰項を初めて導入したレフ・ランダウとエフゲニー・リフシッツ、および、1955年に減衰項を修正したT. L. Gilbertの3人に由来する。
この式は強磁性を持つ物質に対する磁場の効果を記述するために利用され、特に磁気抵抗メモリの制御などに応用される。

## ランダウ＝リフシッツ方程式
磁化の動力学についての最初のモデルは、1935年にランダウとリフシッツによって導入された。このモデルは磁場の存在による磁化の歳差運動を表す運動方程式で、磁場の異方性や量子力学的な効果は有効磁場として現象論的に導入される。
ランダウとリフシッツが提案したのは、磁化ベクトルMに対する以下の式である。
{\displaystyle {\frac {d\mathbf {M} }{dt}}=-\gamma \mathbf {M} \times \mathbf {H} _{\mathrm {eff} }-\lambda \mathbf {M} \times \left(\mathbf {M} \times \mathbf {H} _{\mathrm {eff} }\right)}
この式は一般に、ランダウ＝リフシッツ方程式（LL方程式）と呼ばれる。ここで、γは電子の磁気回転比、有効磁場Heffは外部磁場と内部磁場に量子力学的な補正を加えた磁場である。λ > 0 はランダウ＝リフシッツ減衰定数（または、制動定数、緩和定数）と呼ばれ、減衰運動の強さを決定するために現象論的に導入された定数である。この定数は、しばしば
{\displaystyle \lambda =\alpha {\frac {\gamma }{M_{s}}}}
とも表される。ここで、α は無次元量の定数、Ms は飽和磁化である。
第1項は有効磁場が磁気モーメントに与えるトルク（ラーモア歳差）に対応する項で、第2項は磁気モーメントとトルクのクロス積方向、すなわち歳差運動の回転軸へ向かって働く減衰項（緩和項）である。
この式は歳差運動項と比べて減衰項が十分に小さいという条件が暗に仮定されている。つまり、減衰定数が十分に小さく、その減衰が時間に依存しないと見なせる現象に対して有効な方程式である。
LL方程式は不可逆過程の熱力学、射影演算子法、ランジュバン方程式などのアプローチを用いても導出されている。

## ランダウ＝リフシッツ＝ギルバート方程式
LL方程式の減衰項はラーモア歳差運動のトルクに比例している。しかし、実際に磁性体中で起こる減衰では、磁化ベクトルが時間変化しているため、その減衰運動もまた時間に依存しているはずである。1955年、ギルバートはLL方程式における減衰項を磁化の時間微分に比例する項に置き換えた。
{\displaystyle {\frac {d{\textbf {M}}}{dt}}=-\gamma {\textbf {M}}\times {\textbf {H}}_{\mathrm {eff} }+{\frac {\alpha }{M_{s}}}{\textbf {M}}\times {\frac {d{\textbf {M}}}{dt}}}
これがランダウ＝リフシッツ＝ギルバート方程式（LLG方程式）である。ここで、α＞0はギルバート減衰定数と呼ばれ、減衰運動の強さを決定する無次元量である。
LL方程式との違いを見るために、LLG方程式の両辺について磁化ベクトルMとのクロス積をとり、式を整理すると、
{\displaystyle {\frac {d{\textbf {M}}}{dt}}=-{\frac {\gamma }{1+\alpha ^{2}}}{\textbf {M}}\times {\textbf {H}}_{\mathrm {eff} }-{\frac {\gamma \alpha }{(1+\alpha ^{2})M_{s}}}{\textbf {M}}\times ({\textbf {M}}\times {\textbf {H}}_{\mathrm {eff} })}
となる。この表式は数学的にはLL方程式と等価だが、その物理的な意味は大きく異なる。LLG方程式の場合、減衰が十分に強い（α→∞）とき、磁化の時間変化は緩やかになる（dM/dt→0）。一方、LL方程式の場合、λ→∞とすると磁化の時間変化が急激になる（dM/dt→∞）。これより、LLG方程式は減衰が十分に強い現象を記述する際にも有用な式であり、LL方程式は減衰の寄与が比較的小さい現象に対してのみ有用な式であることが分かる。